# Kalînivka, Krasîliv
Kalînivka (în ucraineană Калинівка; în trecut, Ceapaievka, în ucraineană Чапаєвка) este un sat în comuna Mala Klitna din raionul Krasîliv, regiunea Hmelnîțkîi, Ucraina.

## Demografie
Componența lingvistică a localității Kalînivka
     Ucraineană (100%)
Conform recensământului din 2001, toată populația localității Kalînivka era vorbitoare de ucraineană (100%).